# Astyanax gymnodontus
Astyanax gymnodontus är en fiskart som först beskrevs av Eigenmann, 1911.  Astyanax gymnodontus ingår i släktet Astyanax och familjen Characidae. Inga underarter finns listade.